# Machy (Somme)
Machy település Franciaországban, Somme megyében. Lakosainak száma 118 fő (2022. január 1.). Machy Crécy-en-Ponthieu, Machiel, Regnière-Écluse és Vironchaux községekkel határos.

## Népesség
A település népességének változása:
| Lakosok száma | 130  | 130  | 136  | 127  | 122  | 118  | 118  | 118  | 118  |
|               | 2013 | 2015 | 2016 | 2017 | 2018 | 2019 | 2020 | 2021 | 2022 |